# Louis de Chappedelaine
Pour le chanteur français homonyme, de son vrai nom Didier Chappedelaine, voir Didier Wampas.
 (février 2019).
Si vous disposez d'ouvrages ou d'articles de référence ou si vous connaissez des sites web de qualité traitant du thème abordé ici, merci de compléter l'article en donnant les références utiles à sa vérifiabilité et en les liant à la section « Notes et références ».
Louis Marc Michel de Chappedelaine, né le 21 juin 1876 à Saint-Just (Ille-et-Vilaine) et mort le 9 décembre 1939 à Ville-d'Avray (Seine-et-Oise), est un homme politique français. 
Le collège public de Plénée-Jugon porte aujourd'hui son nom.

## Biographie
Fils d'Édouard-Joseph-Marie de Chappedelaine, officier de marine, et d'Anaïs-Marie-Louise du Bouays de Couësbouc, il devient avocat. Maire de Plénée-Jugon, où il possède le château de la Villeneuve Sainte-Odile (également propriétaire du château de Beaubois à Bourseul), et conseiller général des Côtes-du-Nord depuis 1908, il est élu député des Côtes-du-Nord en 1910. Il s'inscrit au groupe de l'Action libérale. Il est réélu constamment jusqu'à sa mort.
Il est ministre de la Marine marchande du 27 janvier 1931 au 16 février 1932 (gouvernements Pierre Laval 1 2 et 3), des Colonies du 20 février 1932 au 10 mai 1932 (gouvernement André Tardieu (3)), de la Marine militaire du 30 janvier 1934 au 7 février 1934 (gouvernement Édouard Daladier (2)) et de la Marine marchande du 24 janvier 1936 au 4 juin 1936 (gouvernement Albert Sarraut (2)) et du 10 avril 1938 au 13 septembre 1939 (gouvernement Édouard Daladier (3)).
Il épouse Yvonne de Chavagnac, fille du marquis Édouard de Chavagnac et de Céleste Le Gonidec de Traissan.
Louis Mermaz révèle dans ses mémoires que son frère Michel et lui sont les fils du couple illégitime, secret mais lié pendant 30 ans, formé par sa mère et Louis de Chappedelaine. En révélant ce fait en 2013, Louis Mermaz confie qu'il redoutait, tout au long de sa carrière publique, d'être mis en difficulté par la révélation de cette origine tenue secrète.

## Mandats nationaux
- Député des Côtes-du-Nord de 1910 à 1939 (Action libérale puis radical indépendant)

## Fonctions gouvernementales
- Ministre de la Marine marchande du 27 janvier 1931 au 16 février 1932 dans les gouvernements Pierre Laval 1 2 et 3, du 24 janvier 1936 au 4 juin 1936 dans le Gouvernement Albert Sarraut (2), du 10 avril 1938 au 13 septembre 1939 dans le Gouvernement Édouard Daladier (3)
- Ministre des Colonies du 20 février 1932 au 10 mai 1932 dans le Gouvernement André Tardieu (3)
- Ministre de la Marine militaire du 30 janvier 1934 au 7 février 1934 dans le Gouvernement Édouard Daladier (2)

## Mandats locaux
- Maire de Plénée-Jugon
- Conseiller général du Canton de Jugon-les-Lacs : 1908-

## Décoration
- Commandeur de l'ordre du Mérite maritime, ex officio en tant que ministre de la Marine marchande[3]